# What Happens Next (filme)
What Happens Next, título original You Can't Have It All é um filme de 2011 comédia do diretor Jay Arnold estrelando Jon Lindstrom, Chris Murrah e Wendie Malick. O filme estreou em 27 de Agosto de 2011 na FilmOut San Diego e também foi exibido na Philadelphia QFest e no Hollywood Film Festival. O lançamento em DVD foi feito em 7 de Fevereiro de 2012.

## Enredo
Paul Greco (Jon Lindstrom) é um homem rico que já vendeu o seu negócio e se aposentou. Sua irmã Elise (Wendie Malick) dá a ele uma cadela de estimação. Paul assume a rotina diária no passeio de cães no parque onde ele encontra Andy Chance (Chris Murrah), um gay gênio da publicidade assalariado, que também possui um cão. A reunião diária se desenvolve em uma série de situações do concurso entre os dois como as conversas trocadas tornando-se cada vez mais envolvidos e sincero.
Elise detecta mudanças no comportamento e personalidade recente de Paul e conspira para arrumar a Paul uma amiga, Irene. Ao mesmo tempo, a melhor amiga de Andy e confidente Roz (Natalia Cigliuti), torna-se desconfortável com a fascinação de Andy sobre Paul, um homem muito 'reto' de cinquenta e cinco anos. Roz tenta corrigir Andy com um menino artista que é o seu primeiro artista apresentando em um novo projeto de galeria. Este acabou por ser Brian (Ariel Shafir), o filho de Elise. Elise como uma mãe excessivamente preocupada e super-protetora tem sérias reservas sobre as escolhas de vida de seu filho Brian e ela suspeita que ele pode ser gay. Brian tornou-se sério distante dela, mas ainda está em bons termos com seu tio Paul, que é uma espécie de confidente para ele. Elise procura ajuda de PFLAG(Parents, Friends and Family of Lesbians and Gays(Parentes, Amigos e Família de Lésbicas e Gays, uma organização de auto-ajuda para o grupo LGBT nos Estados Unidos), e por coincidência, é Andy, que lhe dá conselhos sobre lidar com a situação com seu filho.
À medida que a amizade entre Andy e Paul desenvolve, Andy torna-se mais convencido de que Paul pode realmente ser a resposta para encontrar o homem perfeito em sua vida, apesar da diferença entre a idade entre os dois. Depois de um mês, Andy convida Paul para um jantar na casa dele e Paul aceita prontamente. Esta desenvolve-se rapidamente em um caso sexual naquela noite, mas no dia seguinte, Paul tem dúvidas sobre o assunto, especialmente quando Andy faz abordagens para o público em que Paul se ressente porque ele "ainda não está pronto" para um relacionamento em público.
Na cena hilariante final, tudo é descoberto em muitas reviravoltas durante o que deveria ser uma celebração familiar do aniversário de Brian.

## Elenco
- Jon Lindstrom como Paul
- Christopher Murrah como Andy
- Wendie Malick como Elise
- Natalia Cigliuti como Roz
- Ariel Shafir como Brian
- Kimberly S. Fairbanks como Claire
- Steven Hauck como Albert
- David J. Bonner como Chip
- Darrin Baker como Harry
- James Duke Mason como Zack
- Michael Blaustein como Robbie
- Janet Carroll como Gloria
- Matthew Tweardy como Jasper
- Ryan Windish como Derek
- Dani Owen como Addie
- Christina Broccolini como Sam
- R. Ward Duffy como Roger
- Megan Hilty como Ruthie
- Marie Marshall como Irene
- Susan Moses como Lynne
- Eric Nelsen como Harvey
- Greg Nix como Bobby
- Matthew Skrincosky como Jack
- Catlin Thurnauer como Mindy
- Barry Neuhard como O Porteiro